# Montecorice
Montecorice é uma comuna italiana da região da Campania, província de Salerno, com cerca de 2.474 habitantes. Estende-se por uma área de 21 km², tendo uma densidade populacional de 118 hab/km². Faz fronteira com Castellabate, Perdifumo, San Mauro Cilento, Serramezzana.

## Demografia
| Variação demográfica do município entre 1861 e 2011                               |
|                                                                                   |
| Fonte: Istituto Nazionale di Statistica (ISTAT) - Elaboração gráfica da Wikipedia |